# USS Biscayne (AGC-18)
USS Biscayne (AGC-18) – amerykański okręt dowodzenia z okresu II wojny światowej. Wszedł do służby w 1941 roku jako okręt-baza wodnosamolotów typu Barnegat. W 1943 roku zaczął pełnić funkcję okrętu dowodzenia operacji desantowych. W 1946 roku przekazany United States Coast Guard, gdzie służył jako USCGC „Dexter”.

## Projekt i budowa
Rozpoczęcie budowy USS „Biscayne” nastąpiło 27 października 1939 roku w stoczni Puget Sound Naval Shipyard w Bremerton w stanie Waszyngton. Wodowanie miało miejsce 23 maja 1941 roku, wejście do służby 3 lipca 1941 roku .

## Służba
W grudniu 1941 roku USS „Biscayne” wszedł w skład Floty Atlantyku gdzie operował do maja 1942 roku z bazy w Bostonie. Do jesieni 1942 roku działał w rejonie północnego Atlantyku. 

### Okręt dowodzenia
26 kwietnia 1943 roku przybył do algierskiego portu Mers el-Kébir, gdzie został przystosowany do pełnienia funkcji okrętu flagowego sił desantowych, na pokładzie którego miał stacjonować kontradmirał Richard L. Conolly. 10 lipca 1943 roku stał się okrętem flagowym operacji desantowej na Sycylii. 9 września jako okręt flagowy sił desantowych, uczestniczył w lądowaniu aliantów w okolicy Salerno. 22 stycznia 1944 roku został okrętem flagowym sił desantowych atakujących Anzio. 15 sierpnia 1944 roku w tej samej roli uczestniczył w desancie na południowym wybrzeżu Francji .
W lutym 1945 roku okręt dotarł w rejon walk prowadzonych na Pacyfiku, gdzie był okrętem flagowym sił transportowych m.in. podczas ataku na Iwo Jimę i Okinawę.
Okręt został wycofane ze służby w US Navy 29 czerwca 1946 roku . 

### United States Coast Guard

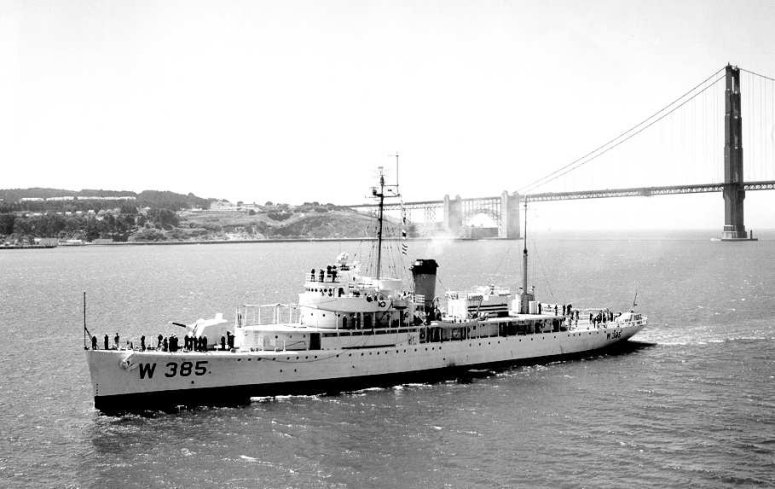
USCGC „Dexter” w San Francisco (1958)

Przekazanie okrętu United States Coast Guard nastąpiło 10 lipca 1946 roku. Główne zadania okrętu w nowej roli to oceaniczne patrole, których celem było zbieranie danych pogodowych, a także misje poszukiwawczo-ratownicze. Imię  okrętu zmieniona na USCGC „Dexter” (WAGC-18). W rejonie północnego Atlantyku służył do 1952 roku. W tym czasie poza zbieraniem informacji pogodowych, służył do przekazywania informacji przelatującym w pobliżu samolotom, będąc jednocześnie w gotowości do udzielenia pomocy załogom samolotów które uległy wypadkom. Do zakresu obowiązków należało także egzekwowanie przepisów i praw wobec przepływających jednostek cywilnych .
W grudniu 1952 roku okręt wycofano ze służby. W 1957 roku na okręcie zainstalowano cztery nowe silniki wysokoprężne. Okręt ponownie wszedł do służby 30 czerwca 1958 roku, a jego miejscem stacjonowania było zachodnie wybrzeże Stanów Zjednoczonych. W 1958 roku wspierał organizatorów Regat o Puchar Ameryki .
„Dexter” został wycofany ze służby w styczniu 1968 roku, przekazany US Navy i zatopiony jako okręt-cel .